# Tir la Jocurile Olimpice 2016 - Trap (masculin)
Proba de trap masculin de la Jocurile Olimpice 2016 a avut loc pe 7-8 august 2016 la Centrul Național de Tir.

## Formatul competiției
Evenimentul a constat din două runde: una de calificare și finala. În calificări, fiecare sportiv a tras 3 seturi a 25 de ținte, 10 ținte au fost aruncate spre stânga, 10 spre dreapta și 5 în față în fiecare set. Sportivele au putut  trage cât 2 focuri spre fiecare țintă
Primii 6 sportivi din runda de calificare au ajuns în semifinală. Acolo, fiecare sportiv a avut 15 trageri, câte un foc spre fiecare țintă. Primii 2 sportivi din semifinală s-au calificat în finală, iar cei de pe locurile 3 și 4 au luptat pentru medalia de bronz. Rundele finale au constat din 15 trageri suplimentare. În caz de egalitate s-au folosit trageri suplimentare câte una pentru fiecare sportiv până când nu s-a mai păstrat egalitatea. 

## Recorduri
Înainte de această competiție, recordurile mondiale și olimpice erau următoarele.
| Recorduri în runda de calificare | Recorduri în runda de calificare | Recorduri în runda de calificare | Recorduri în runda de calificare                  | Recorduri în runda de calificare |
| -------------------------------- | -------------------------------- | -------------------------------- | ------------------------------------------------- | -------------------------------- |
| Recordul mondial                 | Giovanni Pellieloi               | 125                              | Nicosia, Cipru                                    | 1 aprilie 1994                   |
| Recordul olimpic                 | Michael Diamond                  | 124                              | Atlanta, Statele Unite ale Americii Atena, Grecia | 21 iulie 1996 15 august 2004     |

## Runda de calificare
| Loc | Sportiva              | Țara                        | 1  | 2  | 3  | Ziua 1 | 4  | 5  | Total | Shoot-off | Note |
| --- | --------------------- | --------------------------- | -- | -- | -- | ------ | -- | -- | ----- | --------- | ---- |
| 1   | Giovanni Pellielo     | Italia                      | 24 | 25 | 24 | 73     | 24 | 25 | 122   |           | C    |
| 2   | Edward Ling           | Marea Britanie              | 24 | 24 | 25 | 73     | 23 | 24 | 120   |           | C    |
| 3   | Josip Glasnović       | Croația                     | 25 | 22 | 25 | 72     | 25 | 23 | 120   |           | C    |
| 4   | Ahmed Kamar           | Egipt                       | 23 | 23 | 24 | 70     | 24 | 25 | 119   |           | C    |
| 5   | David Kostelecký      | Cehia                       | 23 | 25 | 24 | 72     | 23 | 23 | 118   |           | C    |
| 6   | Massimo Fabbrizi      | Italia                      | 25 | 25 | 25 | 75     | 21 | 22 | 118   |           | C    |
| 7   | Alexey Alipov         | Rusia                       | 21 | 22 | 25 | 68     | 24 | 25 | 117   |           |      |
| 8   | Khaled Al-Mudhaf      | - Atlet Olimpic Independent | 24 | 24 | 22 | 70     | 22 | 25 | 117   |           |      |
| 9   | Giovanni Cernogoraz   | Croația                     | 23 | 21 | 23 | 67     | 25 | 24 | 116   |           |      |
| 10  | Maxime Mottet         | Belgia                      | 23 | 22 | 23 | 68     | 24 | 24 | 116   |           |      |
| 11  | Vesa Törnroos         | Finlanda                    | 22 | 23 | 24 | 69     | 24 | 23 | 116   |           |      |
| 12  | Adam Vella            | Australia                   | 24 | 22 | 23 | 69     | 21 | 25 | 115   |           |      |
| 13  | Yavuz İlnam           | Turcia                      | 24 | 23 | 24 | 71     | 20 | 24 | 115   |           |      |
| 14  | Abdulrahman Al-Faihan | Atlet Olimpic Independent   | 24 | 23 | 20 | 67     | 25 | 23 | 115   |           |      |
| 15  | Roberto Schmits       | Brazilia                    | 24 | 24 | 23 | 71     | 21 | 23 | 115   |           |      |
| 16  | Manavjit Singh Sandhu | India                       | 23 | 23 | 22 | 68     | 25 | 22 | 115   |           |      |
| 17  | Alberto Fernández     | Spania                      | 24 | 23 | 22 | 69     | 25 | 21 | 115   |           |      |
| 18  | Marian Kovačocý       | Slovacia                    | 24 | 21 | 22 | 67     | 23 | 24 | 114   |           |      |
| 19  | Kynan Chenai          | India                       | 22 | 23 | 22 | 67     | 24 | 23 | 114   |           |      |
| 20  | Eduardo Lorenzo       | Republica Dominicană        | 22 | 22 | 24 | 68     | 24 | 22 | 114   |           |      |
| 21  | Erik Varga            | Slovacia                    | 23 | 23 | 23 | 69     | 24 | 21 | 114   |           |      |
| 22  | Boštjan Maček         | Slovenia                    | 22 | 22 | 22 | 66     | 24 | 23 | 113   |           |      |
| 23  | Glenn Kable           | Fiji                        | 23 | 22 | 22 | 67     | 22 | 23 | 112   |           |      |
| 24  | Abdel-Aziz Mehelba    | Egipt                       | 23 | 20 | 23 | 66     | 24 | 22 | 112   |           |      |
| 25  | Yang Kun-pi           | Taipei                      | 23 | 21 | 20 | 64     | 22 | 24 | 110   |           |      |
| 26  | Mitchell Iles         | Australia                   | 20 | 23 | 22 | 65     | 22 | 23 | 110   |           |      |
| 27  | Danilo Caro           | Columbia                    | 25 | 21 | 21 | 67     | 21 | 22 | 110   |           |      |
| 28  | Francisco Boza        | Peru                        | 22 | 20 | 20 | 62     | 24 | 23 | 109   |           |      |
| 29  | Erdinç Kebapçı        | Turcia                      | 24 | 18 | 24 | 66     | 22 | 20 | 108   |           |      |
| 30  | Mohamed Ramah         | Maroc                       | 22 | 18 | 24 | 64     | 21 | 21 | 106   |           |      |
| 31  | Fernando Borello      | Argentina                   | 21 | 22 | 18 | 61     | 21 | 23 | 105   |           |      |
| 32  | Stefano Selva         | San Marino                  | 23 | 20 | 14 | 57     | 22 | 23 | 102   |           |      |
| 33  | João Paulo de Silva   | Angola                      | 21 | 18 | 22 | 61     | 18 | 19 | 98    |           |      |

## Semifinala
| Loc | Sportiva          | Țara           | Total | Shoot-off | Notes                          |
| --- | ----------------- | -------------- | ----- | --------- | ------------------------------ |
| 1   | Josip Glasnović   | Croația        | 15    |           | Meciul pentru medalia de aur   |
| 2   | Giovanni Pellielo | Italia         | 14    |           | Meciul pentru medalia de aur   |
| 3   | David Kostelecký  | Cehia          | 13    |           | Meciul pentru medalia de bronz |
| 4   | Edward Ling       | Marea Britanie | 12    | +3        | Meciul pentru medalia de bronz |
| 5   | Ahmed Kamar       | Egipt          | 12    | +2        |                                |
| 6   | Massimo Fabbrizi  | Italia         | 11    |           |                                |

## Finale (meciurile pentru medalii)
| Loc | Sportiva          | Țara           | Total | Shoot-off | Note |
| --- | ----------------- | -------------- | ----- | --------- | ---- |
| 1   | Josip Glasnović   | Croația        | 13    | +4        |      |
| 2   | Giovanni Pellielo | Italia         | 13    | +3        |      |
| 3   | Edward Ling       | Marea Britanie | 13    |           |      |
| 4   | David Kostelecký  | Cehia          | 9     |           |      |